# مارماهی زرد
مارماهی زرد (نام علمی: Gymnothorax prasinus) نام یک گونه از تیره مارماهی رنگین است.